# Agence nationale des transports terrestres
L'Agence Nationale des Transports Terrestres (ANaTT) est un établissement public du Bénin à caractère social, culturel et  scientifique régi par les dispositions de  la loi N°94-009 du 28 juillet 1994 portant création, organisation et fonctionnement des offices à caractères social, culturel et  scientifique.

## Historique
L'agence nationale des transports terrestres créée par décret N° 2016-205 du 04 avril 2016, possède une personnalité juridique et une autonomie financière, et est soumise à la tutelle du ministère chargé des transports terrestres.

## Missions et attributions
Ayant son siège à Cotonou, l'agence nationale des transports terrestres à pour mission d'organiser et de gérer les transports routiers et ferroviaires en République du Bénin. Elle a pour responsabilités de participer à l'élaboration de la réglementation et de contrôler les transports routier et ferroviaire, de mettre en œuvre la Politique Nationale de Mobilité en collaboration avec les Communes, d'assister les collectivités locales dans la conception, l'organisation et la gestion des transports urbains, interurbains et ruraux, de déterminer les tarifs de transports routiers en collaboration avec les organismes nationaux compétents, de délivrer et contrôler les titres et autorisations de transports, de mettre en œuvre les accords nationaux et internationaux en matière de transports terrestres, de délivrer l'agrément aux établissements d'enseignement de la conduite automobile (auto-écoles) et contrôler leurs activités, d'initier et conduire des réflexions et études susceptibles d'améliorer les conditions de transport des personnes et des biens en milieu urbain et périurbain, de collecter et traiter les données de fret routier et ferroviaire, centraliser, suivre et coordonner les activités de facilitation des transports et transit routiers inter-états, d'assurer le respect de la réglementation en matière de fret routier et ferroviaire au Bénin, et de promouvoir et développer la recherche en matière de transports terrestres,.
L'ANaTT a subi une modification de ses textes à la suite des résultats de l'audit commandité par le gouvernement du président Patrice Talon et qui met a nu des manquements à la bonne gouvernance et des cas de corruption. Le 14 juillet 2021, lors d'une réunion du Conseil des Ministres, les nouveaux textes ont été approuvés. Leur introduction vise à corriger toutes les lacunes identifiées dans les textes actuellement en vigueur, en particulier en ce qui concerne la gouvernance de l'Agence,.
Le mercredi 25 janvier 2023 en conseil des ministres, Richard Dada est nommé directeur de l'agence mettant ainsi fin à l'intérim d'Alain Hinkati qui est en poste depuis le décès de l'ancien directeur Thomas Agbéva le 15 juillet 2022 au centre hospitalier départemental de l’Ouémé,.
Dans les mois suivants sa prise de fonction, M. Dada déploie la solution nationale Sécuroute, une plateforme digitale développée par la société Swiss Authentis. Cette plateforme assure le suivi des obligations des véhicules roulants et facilite la vie des usagers comme les contrôles des forces de l'ordre.